# Cerkiew św. Mikołaja w Koźlikach
Cerkiew pod wezwaniem św. Mikołaja Cudotwórcy – prawosławna cerkiew filialna w Koźlikach. Należy do parafii Wniebowstąpienia Pańskiego w Klejnikach, w dekanacie Narew diecezji warszawsko-bielskiej Polskiego Autokefalicznego Kościoła Prawosławnego.

## Historia
Cerkiew wzniesiono w XVIII w. w Wieżance, w 1834 przeniesiono ją do Klejnik (gdzie pełniła funkcję świątyni parafialnej), a na początku XX w. została po raz kolejny przeniesiona – na obecne miejsce. W drugiej połowie XX w., w związku ze zmianą biegu rzeki Narwi (co zagrażało istnieniu świątyni) przeprowadzono prace zabezpieczające – umocniono brzeg rzeki i fundamenty cerkwi. W latach 2013–2016 przeprowadzono generalny remont świątyni – wymieniono część ścian i całość wewnętrznego oszalowania oraz poszycie dachowe, a także wzmocniono fundamenty i zabezpieczono je od wilgoci. Całą budowlę podniesiono o 70 cm w górę względem podłoża. Uporządkowano też teren wokół cerkwi i naprawiono ogrodzenie. Po zakończeniu remontu, cerkiew została 14 sierpnia 2016 poświęcona przez metropolitę warszawskiego i całej Polski Sawę.

## Architektura
Budowla na planie wydłużonego ośmioboku, drewniana, konstrukcji zrębowej, salowa. Od frontu kruchta. Wieża na planie kwadratu, osadzona na nawie. Przed ostatnim remontem (2013–2016) dachy cerkwi były blaszane. Nad kruchtą dach dwuspadowy. Wieża zwieńczona dachem namiotowym z kulistym hełmem. Nad nawą dach jednokalenicowy. Wokół cerkwi murowane ogrodzenie z metalową bramą.
Świątynię wpisano do rejestru zabytków 30 grudnia 1987 pod nr 674.